# Adolfo de la Parra
Adolfo "Fito" de la Parra (8 de febrero de 1946 en Ciudad de México) es un baterista de origen mexicano, popular por su trabajo con la agrupación Canned Heat.

## Biografía
Fito de la Parra comenzó tocando profesionalmente la batería a la edad de los 14 años. En 1958 fue miembro de una banda mexicana llamada "Los Sparks". Además tocó con algunas de las bandas más importantes en la escena del rock mexicano como Los Sinners, Los Hooligans y con Javier Batiz. De la Parra reemplazó al baterista original de la banda de blues Canned Heat, Frank Cook, y tocó su primer concierto con la banda el 1 de diciembre de 1967. Participó en la grabación del segundo álbum de la agrupación, Boogie with Canned Heat y ha tocado en cada producción discográfica de la banda desde entonces.
Durante sus más de 40 años de carrera con Canned Heat, Fito tuvo la oportunidad de compartir su talento con grandes cantantes de blues como Big Joe Turner, T-Bone Walker, Albert Collins y George "Harmonica" Smith. Su brillante técnica, bases bateristicas sólidas y sus solos fantásticos lo llevaron a grabar sesiones con John Lee Hooker, Memphis Slim y Clarence "Gatemouth" Brown. También escribió un libro llamado "LIVING THE BLUES" donde relata su historia personal y con Canned Heat.

## Discografía

### Canned Heat
- Boogie with Canned Heat (1968)
- Living the Blues (1968)
- Hallelujah (1969)
- Future Blues (1970)
- Vintage (1970)
- Historical Figures and Ancient Heads (1971)
- The New Age (1973)
- One More River to Cross (1973)
- Human Condition (1978)
- Kings of the Boogie (Dog House Blues) (1981)
- Reheated (1988)
- Internal Combustion (1994)
- Canned Heat Blues Band	(1996)
- Boogie (2000)
- Friends in the Can (2003)
- Christmas Album (2007)